# CinemaxX
Die CinemaxX Entertainment GmbH & Co. KG ist ein deutsches Kinounternehmen und Tochtergesellschaft von Vue Entertainment.

## Unternehmen
Die CinemaxX Holdings GmbH wurde als CinemaxX AG im Jahr 1998 gegründet. Das Unternehmen betreibt 29 Kinocenter der Marke CinemaxX in Deutschland, sowie drei weitere im Nachbarland Dänemark (Stand Juli 2012). Es war das erste an der Frankfurter Wertpapierbörse notierte Kinounternehmen. Im Rahmen der Übernahme durch die Vue Beteiligungs GmbH wurde am 25. April 2014 ein Börsen-Delisting durchgeführt. Unternehmensgründer und langjähriger Vorstandsvorsitzender war der Hannoversche Kinobetreiber Hans-Joachim Flebbe. In einigen Städten, wie beispielsweise Hannover, spricht man daher manchmal auch von den Flebbe-Kinos.
Nach dem Rückzug von Flebbe in den Aufsichtsrat leitete der bisherige zweite Vorstand für „Personal, Finanzen und IT“ Christian Gisy als alleiniger Vorstand/Geschäftsführer den Konzern bis Mitte 2008. Am 11. Dezember 2008 wurde Thilo Rieg zum zweiten Vorstand ernannt. Am 21. Januar 2009 schied Flebbe aus dem Aufsichtsrat aus, der gleichzeitig von zwölf auf sechs Mitglieder halbiert wurde. Zum 1. Juni 2012 trennte sich die CinemaxX AG vom bisherigen zweiten Vorstand Thilo Rieg in gegenseitigem Einvernehmen. Zum 4. Juli 2012 hat der Aufsichtsrat Christoph Ahmadi zum Vorstand bestellt. Seit Februar 2015 wird das Unternehmen durch Carsten Horn geführt.
Größter Aktionär war der Filmhändler Herbert Kloiber, dessen Tele München Gruppe ab dem 12. August 2009 rund 69 Prozent des größten deutschen Filmtheater-Konzerns besaß und durch eine Kapitalerhöhung im März 2010 seine Anteile auf 72,5 % gesteigert hatte. Am 10. Juli 2012 wurde bekannt, dass der britische Kinobetreiber Vue Entertainment die CinemaxX AG für etwa 174 Millionen Euro übernehmen möchte. Nach Übernahme von 95 Prozent der Anteile wurde im Oktober 2012 der Squeeze-out der Minderheitsaktionäre beantragt, der am 6. Februar 2014 erfolgreich abgeschlossen wurde.
Im Zuge der Übernahme wurde die CinemaxX AG in die CinemaxX Holdings GmbH umgewandelt.
Insgesamt betreibt die CinemaxX Holdings GmbH in Deutschland und Dänemark zurzeit 33 Multiplex-Kinos mit 289 Leinwänden und rund 73.000 Plätzen. Neben den Multiplex-Kinos betreibt die CinemaxX Holdings GmbH noch ein traditionelles Kino, das Holi in Hamburg. Am Cinemaxx in Mannheim ist die CinemaxX Holdings GmbH mit zehn Prozent beteiligt, die übrigen 90 Prozent sind im Besitz der Cineplex-Gruppe. Die CinemaxX Holdings GmbH beschäftigt rund 2000 Mitarbeiter und hat ihren Sitz in Hamburg.
In Darmstadt eröffnete im Frühjahr 2000 ein Cinemaxx-Haus, das noch im selben Jahr von der Kinopolis-Gruppe übernommen wurde, aber noch bis zum Dezember 2013 den Cinemaxx-Schriftzug trug.

## Geschichte

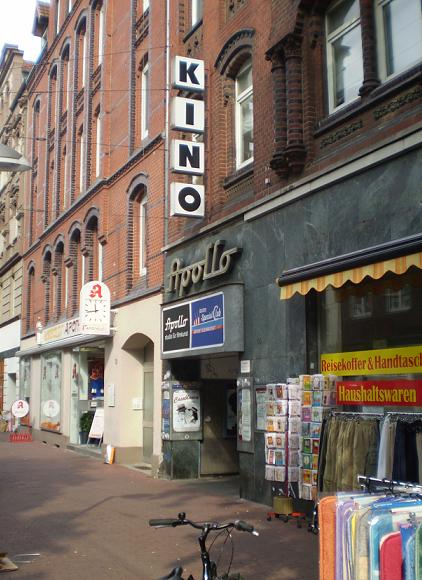
Apollokino in Hannover, Limmerstraße

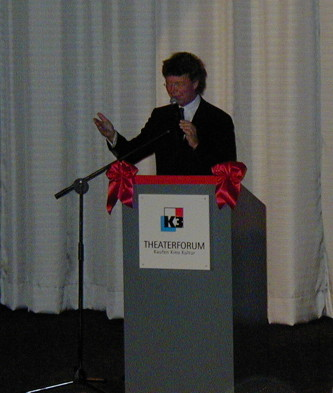
Hans-Joachim Flebbe am 15. November 2000 bei der Eröffnung des Cinemaxx Heilbronn

### Anfänge
Im Jahr 1973 stieg Cinemaxx-Unternehmensgründer Hans-Joachim Flebbe in die Kinobranche ein. Als Student fragte er an der Kasse des Apollo-Kinos in Hannover, ob Filmvorschläge angenommen würden. Seine Programmgestaltung brachte dem vormals kriselnden Theater wieder ausverkaufte Vorstellungen.
Im Jahr 1977 eröffnete Flebbe sein erstes eigenes Kino in Hannover am Raschplatz. Bereits ein Jahr später erhielt das Kino am Raschplatz eine Auszeichnung für ein „hervorragendes Jahresprogramm“ vom Bundesministerium des Innern. In den 1980er Jahren übernahm das Unternehmen zahlreiche andere Kinos in Deutschland, darunter das Holi in Hamburg und die Lupe-Kinos in Braunschweig und Berlin.

### Einstieg ins Multiplex-Geschäft
1989 gründete Hans-Joachim Flebbe gemeinsam mit den Medienunternehmern Rolf Deyhle und Bodo Scriba die Cinemaxx-Gesellschaft. Am 8. März 1991 wurde das erste Cinemaxx in Hannover eröffnet. Noch am 11. Dezember desselben Jahres folgte das Haus in Essen, das mit seinen 16 Sälen und insgesamt 5300 Plätzen bis heute das größte Multiplex-Kino in Deutschland ist. Schon im Jahr 1992 war das Cinemaxx Hannover das wirtschaftlich erfolgreichste Kino in Deutschland, gefolgt vom Cinemaxx Essen. Auf der Brüsseler Fachmesse Cinema EXPO wurde Flebbe als „Pionier des Jahres 1992“ ausgezeichnet.

### Expansion

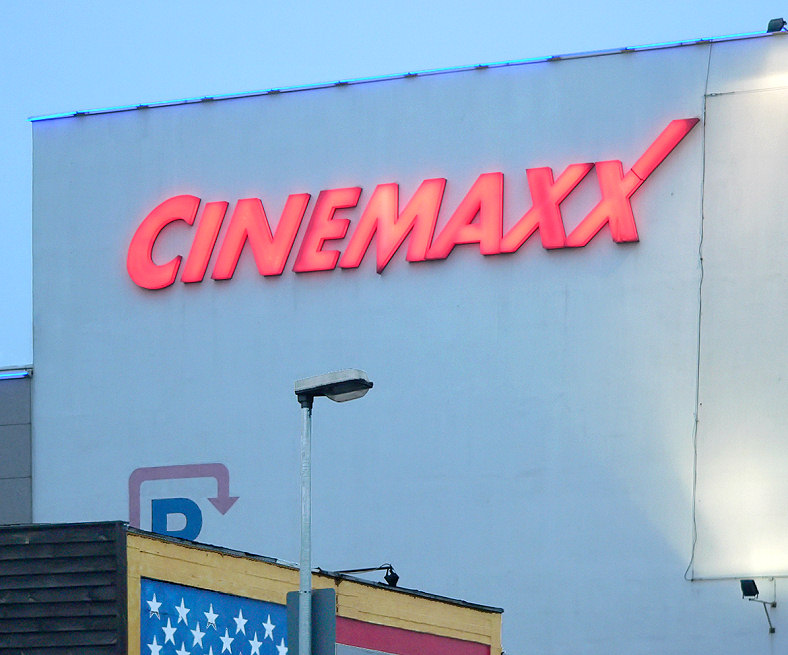
Leuchtreklame am Cinemaxx Hannover-Nikolaistraße (bis 1. August 2013)

1993 wurden das Maxx in München und im Jahr 1995 die Cinemaxx-Kinos in Kiel und Halle eröffnet. Weitere Neueröffnungen im Jahr 1996 waren die Häuser in Magdeburg und Göttingen.
Am 3. Oktober 1996 kam das „Filmfestspielhaus“ Cinemaxx Hamburg-Dammtor hinzu, gelegen südöstlich des gleichnamigen Bahnhofs. Der Saal 1 war mit 969 Sitzplätzen – der für die Werbung großzügig auf 1001 Plätze „virtuell erweitert“ wurde – der größte Saalneubau Deutschlands, nachdem die Kinobranche in den 1970er und 1980er Jahren in entgegengesetzter Richtung auf den Umbau von großen Kinos in Kinocenter mit teilweise winzigen Räumen gesetzt hatte („Schachtelkinos“). Im Lauf der Jahre fanden hier mehrere große Premieren in Anwesenheit vieler Stars statt, so unter anderem von Contact mit Jodie Foster, Eyes Wide Shut mit Tom Cruise und Nicole Kidman, Postman mit Kevin Costner oder 2004 die Deutschlandpremieren von Catwoman und Der Polarexpress.
Im Jahr 1997 baute Cinemaxx fünf weitere Multiplexe in Deutschland, darunter das Cinemaxx Berlin-Colosseum. Im Jahr 1998 folgten Cinemaxxe in Bremen, Regensburg, Mülheim an der Ruhr, Berlin-Hohenschönhausen, Bielefeld und das Filmfestspielhaus Cinemaxx Berlin-Potsdamer Platz, das jährlich auch für die Berlinale genutzt wird. In den Jahren 1999 und 2000 kamen insgesamt weitere zwölf Kinokomplexe hinzu. Die letzten in Deutschland eröffneten Cinemaxx-Kinos waren die in Heilbronn, Wolfsburg, Dresden und Braunschweig (2000), das zweite Cinemaxx-Kino in Hannover (14. Dezember 2000), Stuttgart, Delmenhorst (2001) sowie Halle-Neustadt (2002).

### Übernahme der Ufa-Kinos
Im Jahr 2000 übernahm die CinemaxX AG durch eine Kapitalbeteiligung und einen Geschäftsbesorgungsvertrag die operative Leitung der Ufa-Kinos. Durch diesen Zusammenschluss entstand mit 623 Leinwänden an 54 Standorten mit rund 30 Millionen Kinobesuchern (1999) Deutschlands zu dieser Zeit größter Kinounternehmensverbund. Die Kooperation währte jedoch nur wenige Monate, da nach dem Multiplex-Bauboom bei abnehmenden Besucherzahlen viele Städte überversorgt waren und die Cinemaxx- und Ufa-Theater an einigen Standorten zudem in direkter Konkurrenz standen. 2003 übernahm der Konkurrent Cinestar die Ufa-Kinos und löste Cinemaxx als Branchenprimus ab.

### Ab 2009
Im Sommer 2009 wurde bekannt, dass Cinemaxx bis Ende des Jahres deutschlandweit in 60 Sälen Technik zum Vorführen von 3D-Filmen installieren wird. Dazu investierte die Firma über fünf Millionen Euro. Zum Einsatz kommt Technik von Sony und Real-D unter dem Namen MaxXimum 3D. Die maximale Auflösung soll 4K (bei 3D-Filmen 2K) betragen.
Zum 1. August 2013 wurde das 1991 als erstes Cinemaxx-Kino überhaupt eröffnete Cinemaxx in der hannoverschen Nikolaistraße geschlossen. Die CinemaxX AG konnte sich nicht mit Hans-Joachim Flebbe, der die Immobilie 2012 gekauft hat, auf eine Verlängerung des Mietvertrages einigen. Ein Jahr später öffnete das ehemalige Cinemaxx nach Umbauten zu „Deutschlands größtem Premium-Kino“ mit erhöhtem Komfort und wieder unter Flebbes Regie unter dem Namen Astor Grand Cinema, nun in der Stadt in Konkurrenz zum weiter bestehenden Cinemaxx-Kino.
Im Oktober 2018 gab Mutterkonzern Vue bekannt, auch den Konkurrenten Cinestar zu übernehmen. Voraussetzung des Bundeskartellamtes war u. a. der Verkauf einiger Cinestar-Kinos sowie des Cinemaxx in Mülheim an der Ruhr. Bedingt durch die COVID-19-Pandemie und die damit verbundenen monatelangen Kinoschließungen wurde die Übernahme nicht vollzogen.

### Covid-Pandemie
Während der Pandemie nutzte man die Zeit der geschlossenen Kinos und reduzierte in 11 CinemaxX-Häusern die Sitzplätze drastisch und baute stattdessen elektrische Liegesitze - sog. Recliner - ein.

### Cinemaxx im Ausland
Auch im Ausland hat die CinemaxX AG Kinos eröffnet. Nach der ersten Eröffnung eines Cinemaxx in Ankara (Türkei) im Jahr 1998 wurden weitere Kinos in Europa eröffnet, in Emmenbrücke in der Schweiz (2000), in Odense, Kopenhagen und Aarhus (alle drei Dänemark) sowie in Barcelona wie auch in anderen Teilen Spaniens.
Abgesehen von den dänischen Kinos wurden die Auslandsbeteiligungen zwischenzeitlich alle wieder verkauft.

## Kino-Standorte
Nur die aktuell betriebenen Standorte sind aufgelistet (Stand: 19. Januar 2025).

### Deutschland
| Ort                          | Eröffnung            | Säle | Sitzplätze | Bild      |
| ---------------------------- | -------------------- | ---- | ---------- | --------- |
| Augsburg                     | 31. Jan. 2000        | 9    | 2427       |           |
| Berlin-Potsdamer Platz       | 3. Sep. 1998         | 19   | 3539       |           |
| Bielefeld                    | 17. Dez. 1998        | 8    | 2648       |           |
| Bremen                       | 30. Apr. 1998        | 10   | 3053       |           |
| Dresden                      | übernommen Jan. 2008 | 8    | 1991       | Dresden   |
| Essen                        | 12. Dez. 1991        | 16   | 5067       |           |
| Freiburg                     | 23. Okt. 1997        | 9    | 2210       |           |
| Göttingen                    | 15. Dez. 1996        | 9    | 1725       |           |
| Halle                        | 25. Okt. 1995        | 10   | 2250       |           |
| Hamburg-Dammtor              | 3. Okt. 1996         | 8    | 2730       |           |
| Hamburg-Harburg              | 7. Okt. 1999         | 7    | 1691       |           |
| Hamburg-Wandsbek             | 9. Nov. 2000         | 5    | 1411       |           |
| Hannover-Raschplatz          | 14. Dez. 2000        | 10   | 2105       |           |
| Heilbronn                    | 16. Nov. 2000        | 6    | 573        | Heilbronn |
| Kiel                         | 8. März 1995         | 10   | 3090       |           |
| Krefeld                      | 4. Sep. 1997         | 10   | 2228       |           |
| Magdeburg                    | 25. Okt. 1996        | 9    | 2694       |           |
| München                      | 2. Sep. 1993         | 7    | 1501       |           |
| Offenbach                    | 25. Nov. 1999        | 7    | 1650       |           |
| Oldenburg                    | 18. Feb. 1999        | 8    | 2000       |           |
| Regensburg                   | 3. Dez. 1998         | 8    | 2052       |           |
| Sindelfingen                 | übernommen Nov. 2005 | 9    | 1699       |           |
| Stuttgart an der Liederhalle | 8. Feb. 2001         | 6    | 1526       |           |
| Stuttgart im SI-Centrum      | 6. Dez. 1997         | 6    | 1500       |           |
| Trier                        | 17. Feb. 2000        | 7    | 1818       | Trier     |
| Wolfsburg                    | 9. Nov. 2000         | 7    | 1636       |           |
| Wuppertal                    | 11. Dez. 1997        | 9    | 2733       |           |
| Würzburg                     | 18. Dez. 1999        | 7    | 1846       |           |

### Ausland
| Ort                  | Land     | Eröffnung               | Säle | Sitzplätze | Bild |
| -------------------- | -------- | ----------------------- | ---- | ---------- | ---- |
| Aarhus               | Dänemark | 10. Oktober 2003        | 11   | 2011       |      |
| Kopenhagen           | Dänemark | 6. Oktober 2000         | 10   | 3200       |      |
| Odense Rosengård Bio | Dänemark | übernommen im Juli 2000 | 7    | 977        |      |

## Sonderveranstaltungen

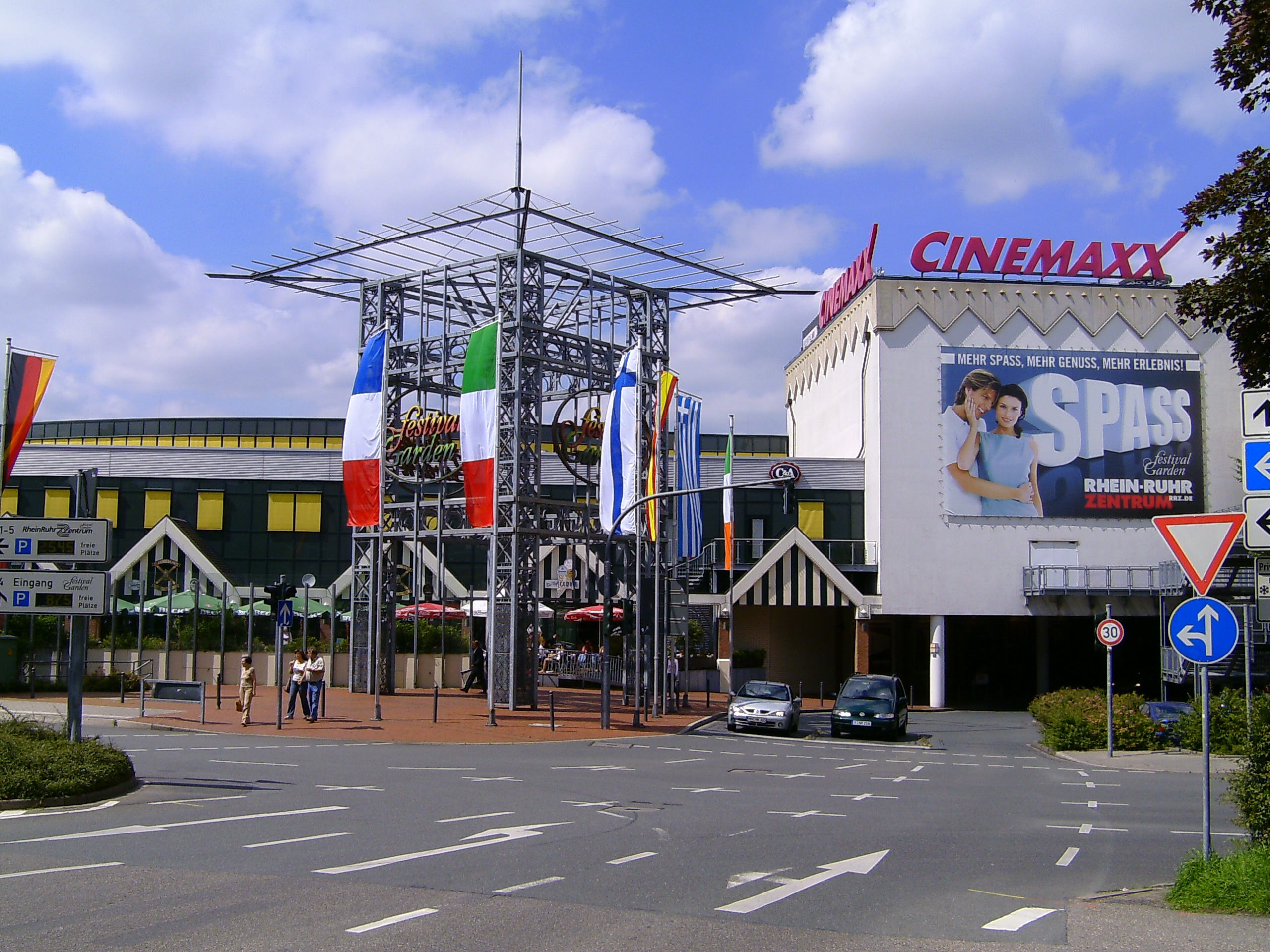
Cinemaxx neben dem Rhein-Ruhr Zentrum

Neben den schon erwähnten Premieren – vor allem in Hamburg und Berlin – hat die CinemaxX AG noch weitere Sonderveranstaltungen im Programm. So findet in verschiedenen Städten in den Cinemaxx-Kinos alljährlich das Fantasy-Filmfest statt. Im Cinemaxx Hamburg wird beispielsweise das Filmfest Hamburg veranstaltet. Einige Zeit lang fanden auch Teile der Lesbisch Schwulen Filmtage Hamburg dort statt. Weitere Veranstaltungen entstanden durch eine Kooperation mit ProSieben. So wird in vielen Kinos der Cinemaxx-Gruppe jedes Jahr zur Oscar-Verleihung ein umfangreiches Rahmenprogramm inklusive Liveübertragung der Verleihung angeboten. Das Cinemaxx am Potsdamer Platz in Berlin hingegen ist offizielles Festival-Kino der Berlinale, außerdem feiert die bekannte Berlin Church hier jeden Sonntag verschiedene Gottesdienste mit bis zu 1000 Besuchern. Das Cinemaxx Heilbronn beherbergte das Kommunale Kino der Stadt Heilbronn, wegen chronisch niedriger Zuschauerzahlen wurde diese Zusammenarbeit im Sommer 2012 vom Betreiber aufgekündigt. In einigen Städten werden seit der Fußball-WM 2006 Spiele der Fußball-Weltmeisterschaften live und kostenlos auf Kinoleinwand gezeigt. Manche Cinemaxx-Kino zeigen auch aktuelle Ausgaben der ARD-Krimiserie Tatort live, zudem werden teilweise Opern und andere Musik- sowie Theateraufführungen aus bedeutenden internationalen Aufführungshäusern live im Cinemaxx übertragen.

## Cinegamez
Nach teilweise massiven Besucherrückgängen seit Mitte der 1990er Jahre sucht der Cinemaxx-Konzern nach neuen Wegen der Publikumsansprache. Im größten, wenig ausgelasteten Cinemaxx in Essen wurde März 2006 von einem Gastunternehmen namens Cinegamez ein Kino- in einen Computerspiele-Saal umgerüstet. Trotz öffentlicher Aufmerksamkeit für das Experiment und zum Teil überregionaler Berichterstattung blieb der Besucherzuspruch insgesamt gering. Außerdem gab es Schwierigkeiten mit dem Ordnungsamt, das die Einrichtung als Spielhalle wertete, was Zutrittsverbot für Jugendliche und hohe Vergnügungssteuern zur Folge gehabt hätte. Cinegamez wurde im Juli 2006 wieder geschlossen. Im selben Saal wurde im Dezember 2006 der nach eigenen Angaben erste Luxus-Kinosaal Deutschlands eröffnet. 292 Kinosessel in Reihen wurden durch 104 einzelne Ledersessel mit Tischen ersetzt. Von einer Bar wird am Platz bedient. Die Einrichtung soll mit erhöhten Eintrittspreisen ein besonderes Publikum mit gehobenen Ansprüchen anlocken.